# Pétionville
Pétionville er en forstad til Port-au-Prince i Haiti i bakkerne øst for byen. Den ligger adskilt fra Port-au-Prince på nordskråningerne til Massif de la Selle. Byen er opkaldt efter Alexandre Sabès Pétion (1770-1818), en haitiansk general og præsident som senere er blevet betragtet som en af landets fire grundlæggere.
Pétionville er en mere velstående del af storbyområdet Port-au-Prince, og en stor del af turisterhvervet ligger i dette området. Mange diplomater, udenlandske forretningsfolk, og et stort antal velstående haitianere bor i Pétionville.
Trods afstanden til Port-au-Prince og den relative overflod blandt beboerne har den manglende håndhævelse af byggeforskrifter ført til fremvæksten af shantytowns i udkanten af byen. Tilstrømningen af fattige har været stor.
Pétionville har i områder som Laboule og Morne Calvaire en række paladslignende herregårde. De rige dér er også langt bedre beskyttet af politi eller vagtstyrker end det er tilfældet i landet generelt. Nattelivet og forretningsvirksomheden, de mange barer, klubber, hoteller og restauranter giver byen et ganske andet præg end det centrale Port-au-Prince. Det berømte hotel El Rancho ligger i Pétionville.
Under jordskælvet i Haiti 12. januar 2010 er Pétionville stort set forblevet intakt.  